# Seslička poduškovitá
Seslička poduškovitá (Sedecula pulvinata) je vzácná a chráněná podzemní velká houba žijící v horských lesích západní Severní Ameriky. V roce 2011 byla poprvé nalezena také v Evropě, a sice na Pálavě. Má podzemní či částečně podzemní plodnice velké až 6 centimetrů.

## Nález v Evropě
K prvnímu evropskému a zároveň mimoseveroamerickému nálezu této houby došlo na Milovické stráni na Pálavě v roce 2011. Houba byla na první pohled nápadná, jelikož se vzhledem odlišuje od českých hub. Objevil ji amatérský mykolog Slavomír Valda a následně ji v roce 2024, po 13 letech zkoumání, vědci z Mikrobiologického ústavu Akademie věd identifikovali jako Sedecula pulvinata, která doposud neměla české jméno. Bezprostředně ji navrhli jméno seslička poduškovitá. Překvapením pro ně bylo, že houba není jen endemitem chladných jehličnatých lesů na západě Spojených států amerických. Při dalším studiu skrze vědeckou databázi rozšíření hub Globalfungi.com českého původu zjistili, že se druh vyskytuje také v listnatých lesích Kanady a USA, a teď dle nového potvrzení z roku 2024 i v Evropě.